# Centre històric de Florència
El centre històric de Florència representa el barri 1 de la ciutat, reconegut com a Patrimoni de la Humanitat per la Unesco l'any 1982. El centre històric de Florència, inclòs a l'interior del cercle dels vials traçats sobre les velles muralles medievals, abasta els més importants béns culturals de Florència. Delimitat pel traçament de les muralles del segle xiv, edificades gràcies a la potència comercial i econòmica reunida, va conèixer durant els dos segles successius la seva màxima esplendor.
El centre històric pot apreciar-se a la seva totalitat des dels pujols dels voltants, en particular des del Forte Belvedere, des del Piazzale Michelangelo creat el 1860 amb la basílica romànica de San Miniato al Monte i del pujol de Fiesole que ofereix un dels panorames més suggestius de la vall de l'Arno.

## Monuments d'interés

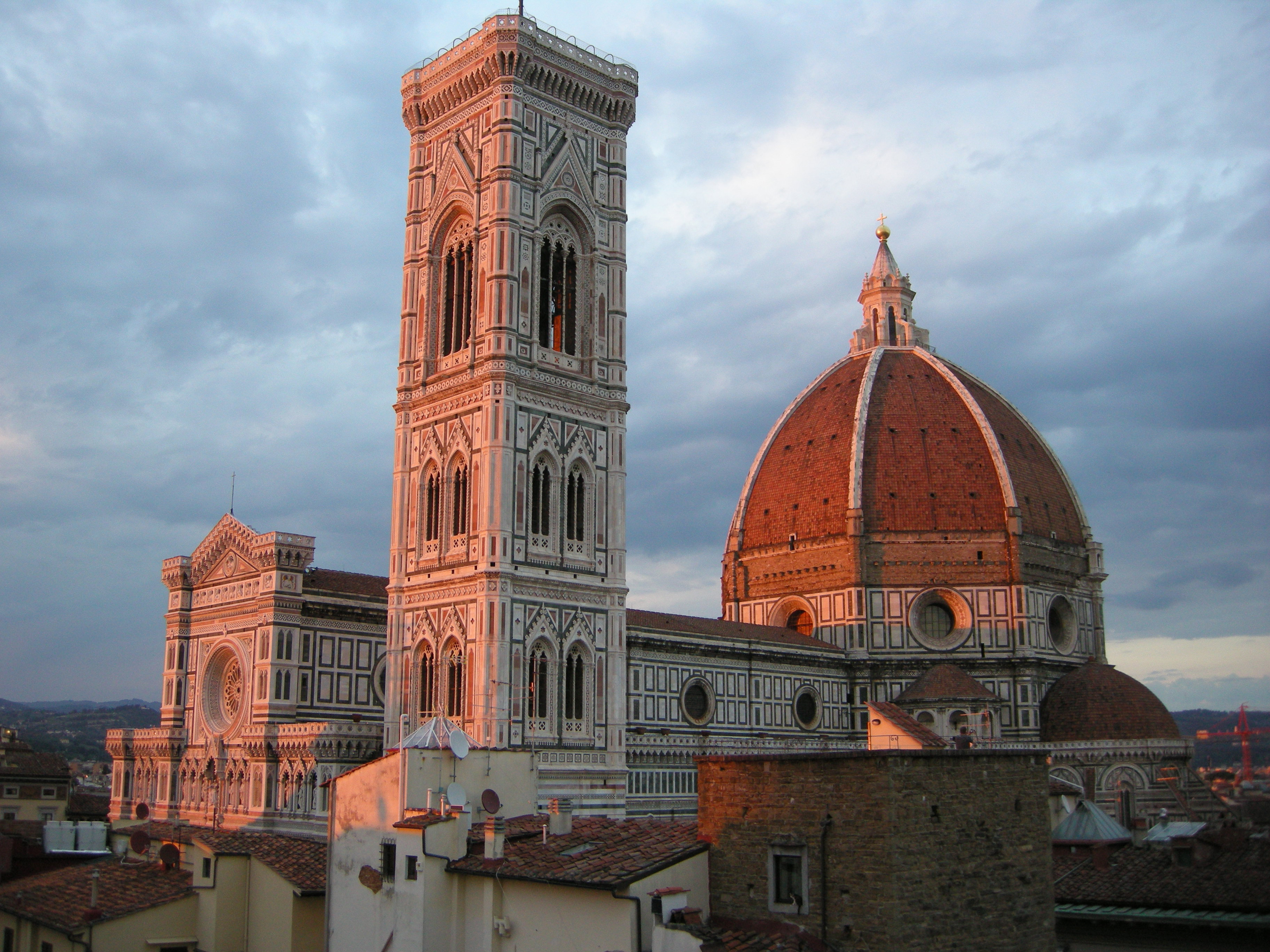
Catedral de Florència

El centre espiritual de la ciutat és la plaça del Duomo amb la catedral de Santa Maria del Fiore, de la que destaca la cúpula de Brunelleschi, la més gran de la seva època. A un costat està el campanar de Giotto di Bondone, cobert de marbre en tres colors: verd, blanc i rosa. Limita amb el Baptisteri de Sant Joan, del que es destaca les famoses portes de bronze nomenades «portes del Paradís» que va fer Lorenzo Ghiberti; les portes del sud són obra d'Andrea Pisano.
A prop del Duomo es troba el Museu dell'Opera del Duomo, on es troben objectes escultòrics procedents de les obres exteriors del Duomo, el campanar i el baptisteri. Igualment, pot assolir-se amb facilitat Orsanmichele, inicialment un mercat de gra que després va ser església, i amb decoració escultòrica d'artistes com a Ghiberti, Donatello i Verrocchio.
Cap al nord hi són el Palau Mèdici-Riccardi de Michelozzo i la Basílica de San Lorenzo de Filippo Brunelleschi. Les capelles dels Mèdicis, estan formades per l'anomenada Cappella dei Principi, octogonal mausoleu familiar amb tombes dels grans ducs; la cripta i la Sagristia Nova obra de Miquel Àngel. Miquel Àngel va dissenyar igualment la Biblioteca Laurenziana. Al cor d'aquesta parròquia de San Lorenzo es troba el Mercat Central, que ocupa un edifici del segle xix de ferro colat i vidre.

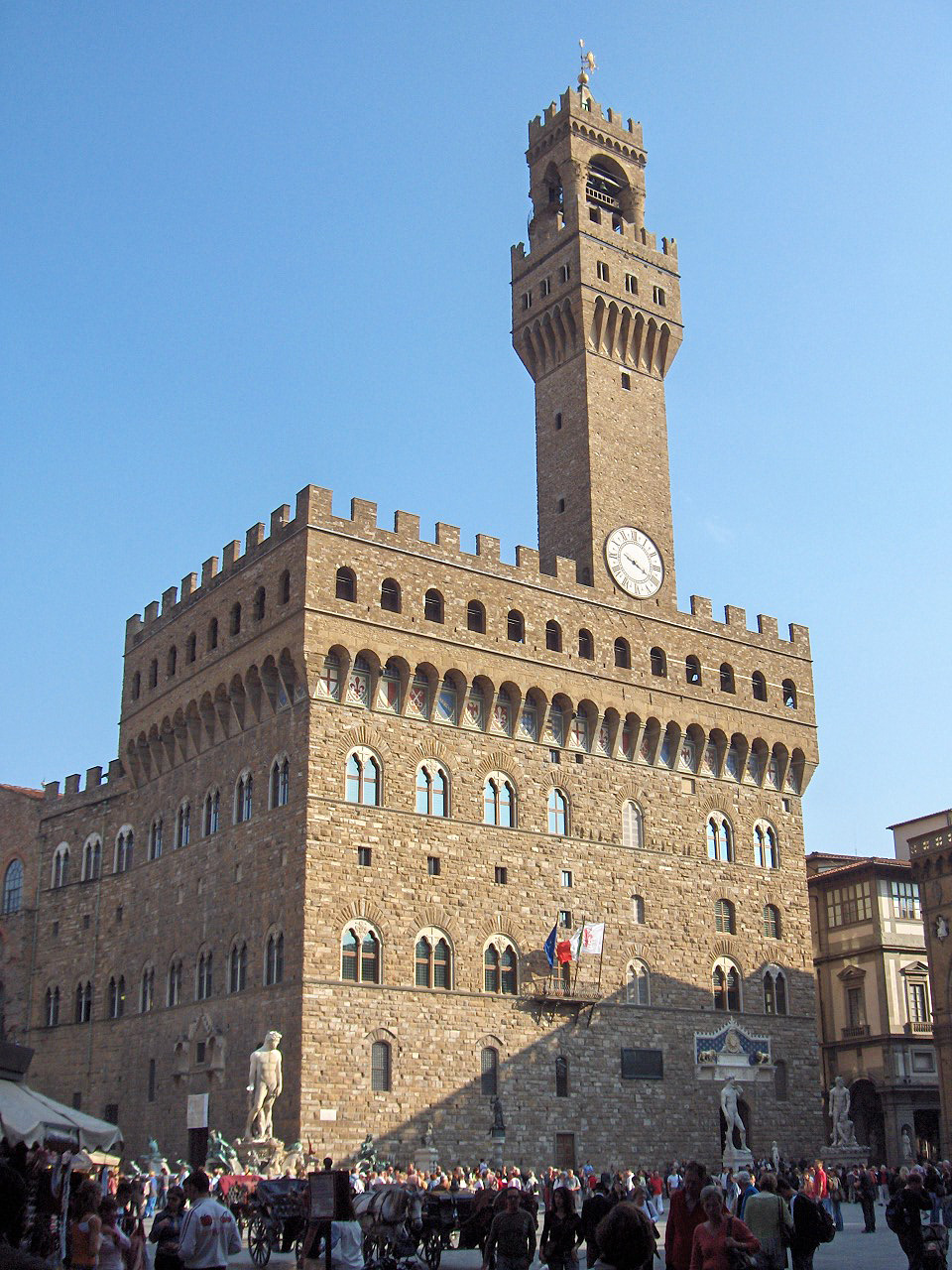
Palazzo Vecchio

Més enllà es troba el Museu Nacional de San Marco, amb les obres mestres de Fra Angèlico, com una Anunciació de 1445. El convent de San Marco el van fundar en el segle xiii però va ser reconstruït per Michelozzo. El 1563 es va fundar l'acadèmia de Belles Arts, la primera d'Europa que va ensenyar tècniques de pintura i escultura. La seva Galleria dell'Accademia exposa com a obra més famosa el David de Miquel Àngel (1501-1504). A la plaça de la Santissima Annunziata es troba el Spedale degli Innocenti, antic orfenat de la ciutat obra de Filippo Brunelleschi i amb decoració de camafeus d'Andrea della Robbia (1498) al pòrtic. A la cantonada oposada es troba l'església que dona nom a la plaça, d'exterior renaixentista fruit d'una reconstrucció de Michelozzo (1444-1481) i interior barroc; a l'atri poden veure's frescs de pintors manieristes com Rosso Fiorentino o Jacopo Pontormo. A la plaça es troba una estàtua del duc Ferran I de Mèdici realitzada per Giambologna. Als voltants de San Marco pot també veure's el palau Pandolfini, dissenyat per Rafael Sanzio el 1516. El refetor de Santa Apollonia amb un fresc d'Andrea del Castagno (1460). Al Museu Arqueològic s'exhibeixen objectes egipcis, etruscs, grecs i romans que provenen de les col·leccions medicees.

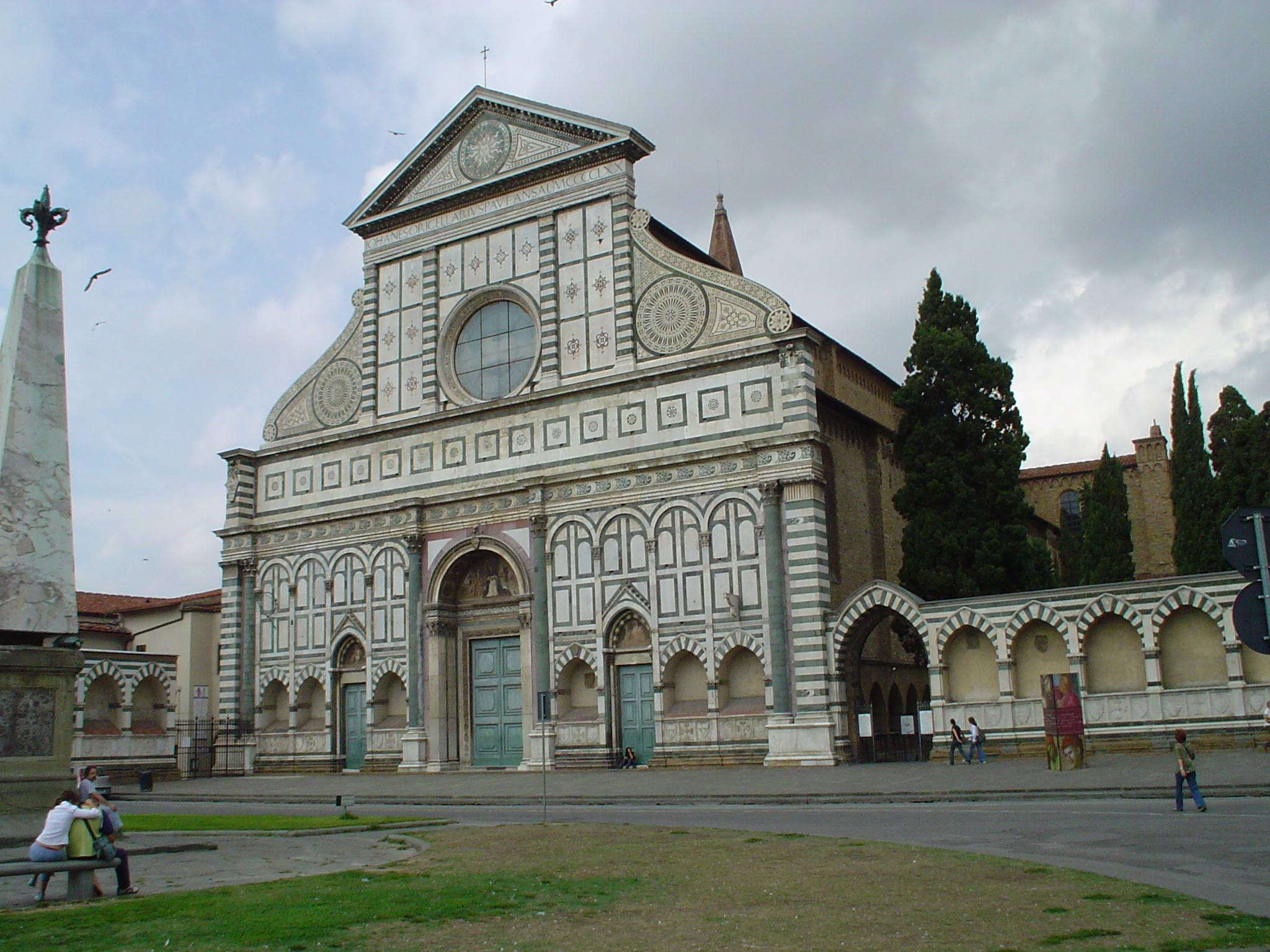
Santa Maria Novella

Cap al sud de la catedral es troba el centre politicocultural de Florència amb la Piazza della Signoria amb la Font de Neptú (obra de Bartolomeo Ammannati, 1575) i l'anomenada Loggia dels Lanzi (1382) d'Andrea Orcagna on poden veure's obres escultòriques com el Perseu de Benvenuto Cellini (1554) i El rapte de les sabines (Giambologna) de Giambologna (1583). A la Piazza della Signoriaes troba el Palazzo Vecchio (1332). A la vora d'ell es troba la veïna Galeria dels Uffizi, antic palau construït entre el 1560 i el 1580. Molt pròxim es troba el Museu di Storia della Scienza, amb àmplia dedicació a Galileo Galilei i amb peces com ara mapes antics o globus terraqüis. A la rodalia es troben el Museu del Bargello i la basílica de la Santa Creu. Al claustre d'aquesta basílica es troba la Capella dels Pazzi, una de les més belles arquitectures renaixentistes, exemplar i rigorosa, obra mestra de Brunelleschi.
A la zona oest es troba la basílica de Santa Maria Novella, amb la façana ideada per Leon Battista Alberti, en el seu interior es troba la famosa Trinitat de Masaccio. Igualment, l'església d'Ognissanti, o Tots Sants, amb la tomba de Botticelli i famosos frescs de Ghirlandaio. Palaus coneguts en aquesta part de la ciutat són el palau Antinori (1461-66) i el Palau Rucellai (1446-57).